# Толисън
Толисън (на английски: Tolleson) е град в окръг Марикопа, щата Аризона, САЩ. Толисън е с население от 7078 жители (2007) и обща площ от 14,4 km². Намира се на 309 m надморска височина. ZIP кодът му е 85353, а телефонният му код е 623.